# 安德鲁·M·韦纳
安德鲁·M·韦纳（1958年7月25日—2024年2月13日）是一位美国物理学家和电气工程师，普渡大學教授，2008年当选美国国家工程院院士，并获美国光学学会颁发的R·W·伍德奖。